# Memorial Domingo Bárcenas 2016
El Memorial Domingo Bárcenas 2016 fue la 41.ª edición del Torneo Internacional de balonmano de España, un torneo amistoso de selecciones de gran prestigio internacional. Fue la antesala del Campeonato Europeo de Balonmano Masculino de 2016.
En esta ocasión se disputó en Irún, en el Pabellón Artaleku entre el 8 de enero de 2016 y el 10 de enero de 2016.

## Presentación
El torneo se presentó el 11 de noviembre de 2015 por el alcalde de Irún y por el presidente de la Real Federación Española de Balonmano. Allí se confirmó que la Selección de balonmano de Brasil, la Selección de balonmano de Polonia y la Selección de balonmano de Suecia serían los rivales de la Selección de balonmano de España en el torneo.
Uno de los atractivos del torneo fue la vuelta del irundarra Julen Aguinagalde al Pabellón Artaleku donde dio sus primeros pasos como jugador profesional de balonmano en el Bidasoa Irún.

## Selecciones participantes
- Selección de balonmano de España
- Selección de balonmano de Polonia
- Selección de balonmano de Suecia
- Selección de balonmano de Brasil

## Partidos

### 8 de enero
- España 32-22  Suecia[2]
- Brasil 23-27  Polonia

### 9 de enero
- Polonia 28-26  Suecia
- Brasil 30-37  España[3]

### 10 de enero
- Suecia 25-28  Brasil
- España 26-12  Polonia[4]